# Lars-Johan-Hierta-Denkmal

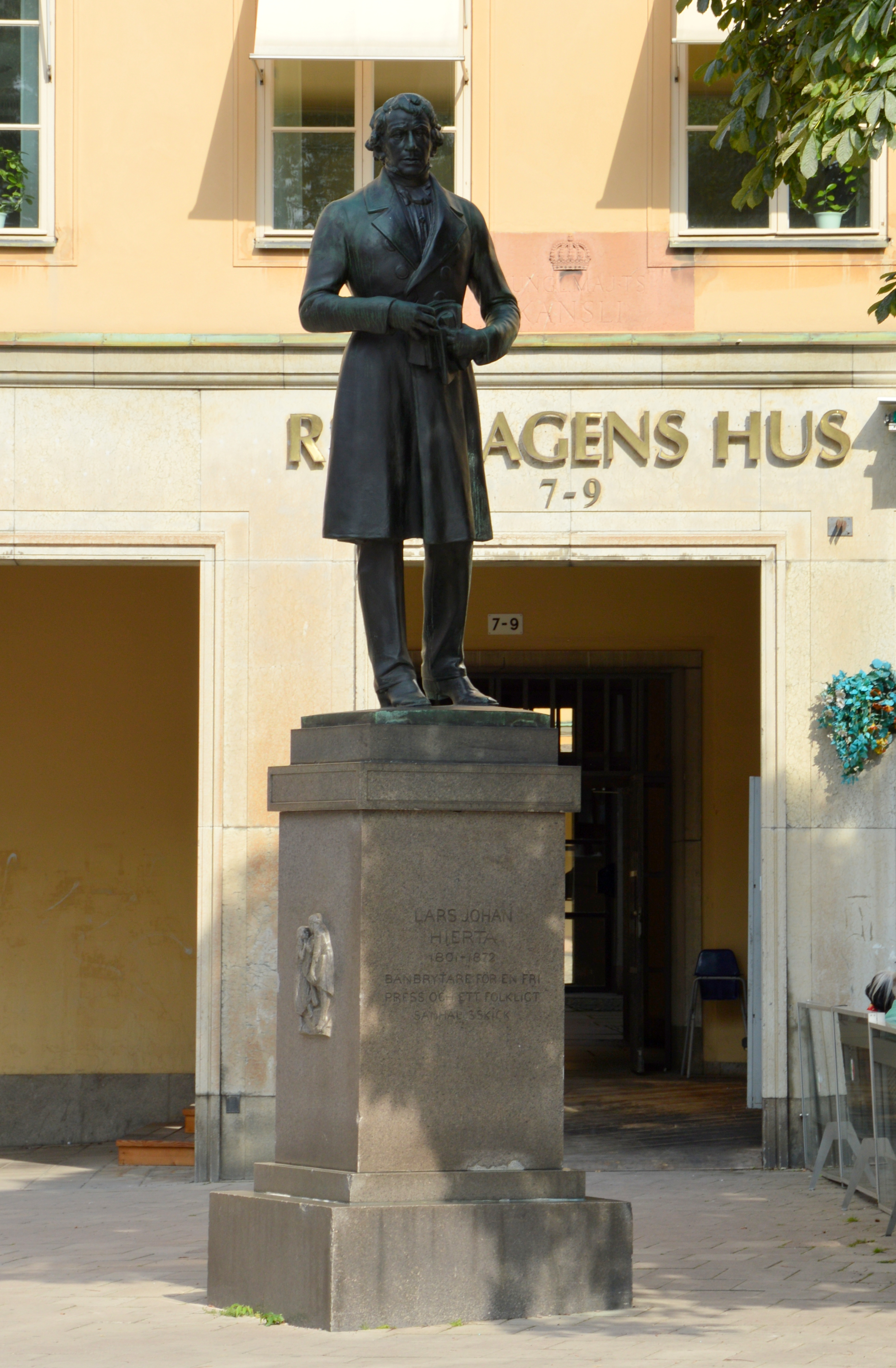
Lars-Johan-Hierta-Denkmal

Das Lars-Johan-Hierta-Denkmal ist ein Denkmal für Lars Johan Hierta, den Begründer des Aftonbladets, in Stockholm in Schweden.
Es befindet sich an der Nordostseite des Riddarhustorget in der Stockholmer Altstadt Gamla stan. Das Denkmal besteht aus einer auf einem hohen Sockel stehenden Bronzeskulptur Hiertas. Es wurde im Jahr 1927 von Christian Eriksson geschaffen und zunächst im Klara kyrkogård, dem klassischen Zeitungsviertel Stockholms, aufgestellt. 1960 wurde es dann umgesetzt und befand sich zunächst in der Straße Munkbron und gelangte im Jahr 2001 an den heutigen Standort.
Auf dem Sockel befindet sich die schwedische Inschrift:
LARS JOHAN

HIERTA

1801–1872

BANBRYTARE FÖR EN FRI

PRESS OCH ETT FOLKLIGT

SAMHÄLLSSKICK
Auf einer anderen Seite des Sockels befindet sich die auf den Stifter des Denkmals verweisende Inschrift:
PUBLICISTKLUBBEN

RESTE STODEN 1927